# In The Meantime and In Between Time
In The Meantime and in Between Time è un album degli SNFU pubblicato nel 2004.

## Tracce
1. Cockatoo Quill – 2:46
2. I Think Fine Art's Fine – 2:17
3. Cheap Transistor Radio – 4:17
4. Head Smashed In Buffalo Jump – 3:20
5. One Legged Bridge Jumper Breaks Good Leg In Plunge – 3:15
6. A Hole In Your Sole – 2:59
7. Der Heavy Head Dance – 3:37
8. The Birdman Of Malmo – 2:45
9. Sick Lee & Coward Lee – 3:06
10. If I Die, Will You Die? – 2:52
11. A Wreck In Progress – 4:01
12. Elaine Elaine – 3:44